# Семёнов, Александр Михайлович
Александр Михайлович Семёнов (18 февраля 1922, Торжок, Тверская губерния — 23 июня 1984, Ленинград) — советский живописец, пейзажист, член Ленинградской организации Союза художников РСФСР.

## Биография
Детские годы провёл на берегах речки Тверцы. Его отец Михаил Фёдорович Семёнов был родом из Петербурга, мать Елизавета Карповна Семёнова (в девичестве Дикарёва) из Торжка. Когда семья переехала в Ленинград, отец работал начальником переплётного цеха, а мать ткачихой. Рано проявивший способности к рисованию, Семёнов поступил в Таврическое художественное училище, занимался у педагогов А. А. Громова, С. Н. Бутлер, В. Орешникова, В. Н. Левитского, М. А. Асламазян. В 1940 году окончил училище и поступил на работу в Ленизо, по заказам писал в Русском музее копии с произведений И. И. Шишкина, И. Е. Репина, И. И. Левитана, постигая искусство великих мастеров.
В 1941 году добровольцем ушёл на фронт, участвовал рядовым в оборонительных боях под Пулково. В августе 1941 у станции Волосово попал в плен, пройдя все испытания войны от начала до конца. Награждён медалью «За победу над Германией». В 1946 году возвратился в Ленинград. Работал по договорам в Ленизо, одновременно много писал с натуры в живописных пригородах Рождествено, Выра, Даймище. Этим местам Семёнов оставался верен долгие годы, приезжая сюда каждое лето. Здесь им было написано множество этюдов и картин. Среди них «Летний день» (1951), «Куст сирени» (1969), «Ветреный день» (1976), «Проясняется» (1976), «Озеро Чикино» (1978), «Деревня Грязно» (1978), «Тропинка в Рождествено» (1979), «Ветреный день в Грязно» (1980) и другие.

## Творчество
С 1954 года участвовал в выставках, экспонируя свои работы вместе с произведениями ведущих мастеров изобразительного искусства Ленинграда. Первыми показанными работами были этюды, привезённые из поездок на Урал и Алтай: «Алтай. Район Шебалино», «Алтай. У Сешинского перевала» (обе 1954), «Кузнечный цех» (1956), «На Чусовом заводе», «Прокатный цех» (обе 1957) и другие. В них заметен интерес художника к работе с натуры, умение быстро воплощать главную живописную идею, передать основные цветовые отношения и состояние световоздушной среды. В 1957 году Семёнов был принят в члены Ленинградского Союза художников. В том же году в числе ведущих ленинградских живописцев Семёнов участвовал во Всесоюзной Художественной выставке в Москве.
Потом были поездки в Ярославль, Ростов, Псков, на родину в Торжок и работа на творческой базе ленинградских художников в Старой Ладоге на Волхове. Написанные там работы составят важную часть творческого наследия Семёнова. Среди них «Зимний лес» (1963), «Ясный день в Старой Ладоге» (1964), «Дворик в Ростове Великом» (1965), «Зима в Старой Ладоге» (1969), «Полдень» (1971), «Старая Ладога. К весне», «Торжок утром», «Торжок. Гостиница» (всее 1972), «Торжок. Солнечный день» (1973), «Дворик в Старой Ладоге» (1974), «Монастырь в Старой Ладоге», «В Рождество» (обе 1975) и другие.
Первые успехи и тяготение к натурной живописи подсказали Семёнову направления дальнейших творческих поисков, помогли в выборе главной темы творчества, отвечавшей его темпераменту и живописному дарованию. С конца 1950-х ею становится городской пейзаж, а излюбленными сюжетами — улицы, мосты и набережные Ленинграда. Семёнов воплотил её в многочисленных натурных этюдах и картинах, внеся заметный вклад в современную иконографию Ленинграда. Среди работ, показанных на выставках, картины «В дождливый день» (1958), «После дождя» (1960), «Ленинград. Утро» (1969), «Мойка», «Исаакиевская площадь», «Ленинград. Зимний мотив» (все 1961), «Парк зимой» (1961), «На Неве» (1964), «Ленинград» и «Марсово поле» (обе 1975), «Кировский проспект» (1965), «Ленинград» (1967), «Ленинград. Улица Фурманова» (1976) и другие.
К середине 1960-х в целом сложился узнаваемый почерк Семёнова, его излюбленные темы и методы их разработки. В городском пейзаже ему удаётся передать настроение, свежесть и непосредственность первого впечатления. Работы «Вид на Смольный собор» (1974), «Невский. Вечерние огни» (1976), «Малая Садовая» (1979) перерастают сюжетные рамки и воспринимаются как обобщённый, поэтичный и необыкновенно выразительный образ современного Ленинграда, тонко соединив в себе жанр городского пейзажа с пейзажем настроения. В них убедительно передано ощущение своего времени, характерного течения ленинградской жизни.
Семёнов любил Ленинград в дождливую погоду и часто писал его таким с особым настроением, виртуозно передавая игру отражений на мокром асфальте, блестящие от дождя крыши машин, стайки пешеходов под зонтиками. Эта тема развивалась им на протяжении десятилетий и отражена в работах «Дождливый день» (1958), «Дождливый день в Летнем саду» (1961), «На Дворцовой площади», «На Кировском проспекте» (обе 1965), «Невский проспект» (1977), «Невский проспект в дождь» (1983) и других.
Интересны пейзажи вечернего Ленинграда, над которыми художник работал в 1970-е годы. Среди них «Ленинград ночью» (1972), «Вид на Смольный собор» (1974), «Ночные огни», «Исаакиевская площадь ночью» (обе 1978). И, конечно, «Невский. Вечерние огни» (1976), одна из лучших работ художника. Взгляд Семёнова на городской пейзаж неотделим от повседневных ощущений простого горожанина — его современника, скрытой за горящими разноцветными огнями окон домов, магазинов, кафе, за стёклами троллейбусов и трамваев. В искусстве ему была чужда любая отстранённость, поверхностное фотографическое воспроизведение городских достопримечательностей.
Живопись Семёнова отличают искусное владение пленэром, широкое письмо, звонкий насыщенный колорит и точность в передаче цветовых отношений. Обобщённый рисунок кистью наряду с активным использованием мастихина разнообразили фактуру письма, позволяя достигать единства замысла и технических приёмов его воплощения. Его работы неизменно искренни и правдивы, им присущи свежесть взгляда, возвышенное мироощущение, декоративность. На выставках они неизменно обращали на себя внимание цельностью образа, артистизмом исполнения, достоверностью передачи того или иного состояния природы.
Много работая с натуры, Семёнов создал в своих произведениях волнующий, поэтичный и вместе с тем достоверный образ Ленинграда эпохи 1960—1970-х годов, сочетающий узнаваемые черты и проницательный личный взгляд мастера. Многие его произведения сегодня воспринимаются и как художественные свидетельства недавнего времени: расцвеченный кумачом флагов и транспарантов Невский («Невский в праздник», 1970), знакомые улицы, сохранившие свой прежний облик на картинах художника («Малая Садовая», 1979).
В 1970-е годы работы Семёнова были представлены на выставках советского искусства в Японии, позднее в 1990-е годы на аукционах и выставках русской живописи во Франции, Италии, Англии, США, где его творчество приобрело своих почитателей. Первая персональная выставка произведений А. Семёнова состоялась в 1979 году в Ленинграде на прославленном Металлическом заводе, у которого сложились в то время прочные отношения со многими ленинградскими художниками.
Скончался 23 июня 1984 года на 63-м году жизни в деревне Даймище под Ленинградом, где много работал в последние годы жизни.
В 1987 году в залах ЛОСХ состоялась выставка произведений А. М. Семёнова, показанная затем в городах Ленинградской области. Произведения художника находятся в художественных музеях России, в многочисленных частных собраниях в России, США, Финляндии, Франции, Японии и других странах.